# Lista de turnês musicais de maior bilheteria por artistas latinos
Esta é a lista de turnês musicais de maior bilheteria por artistas latinos.

## Turnês de maior bilheteria
| † | Indica turnê em andamento |

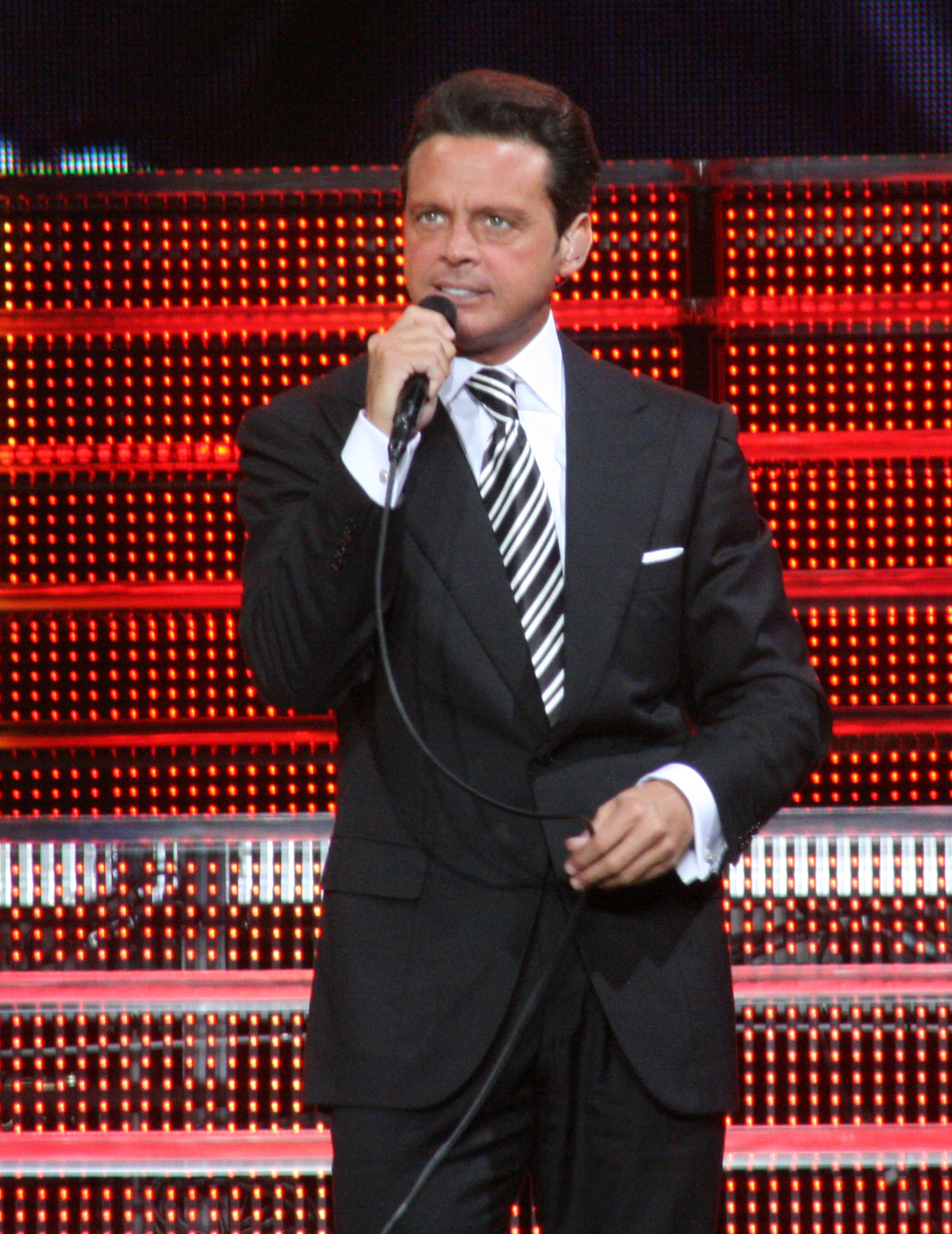
Luis Miguel com a Tour 2023–24.
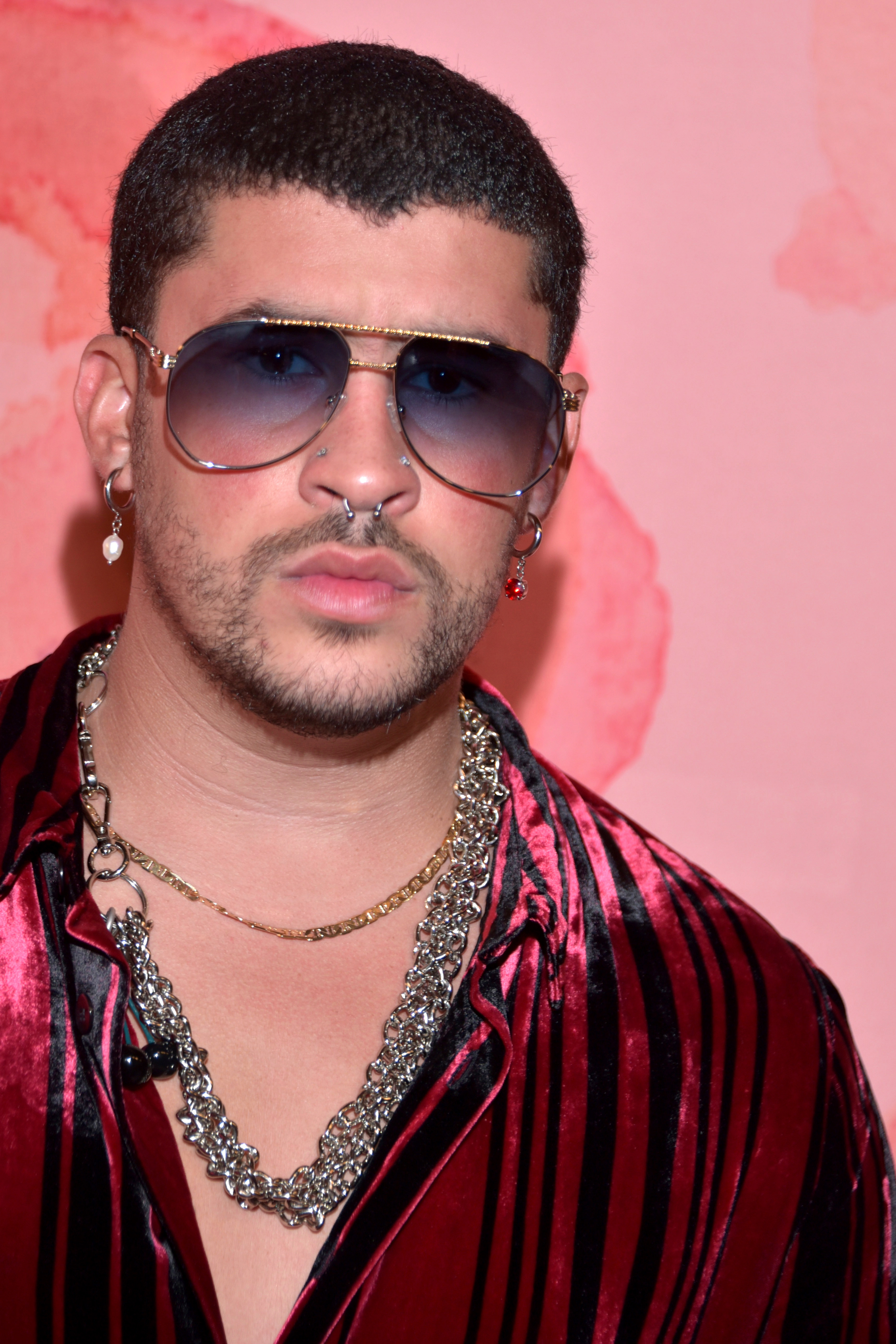
Bad Bunny com a World's Hottest Tour e Most Wanted Tour.
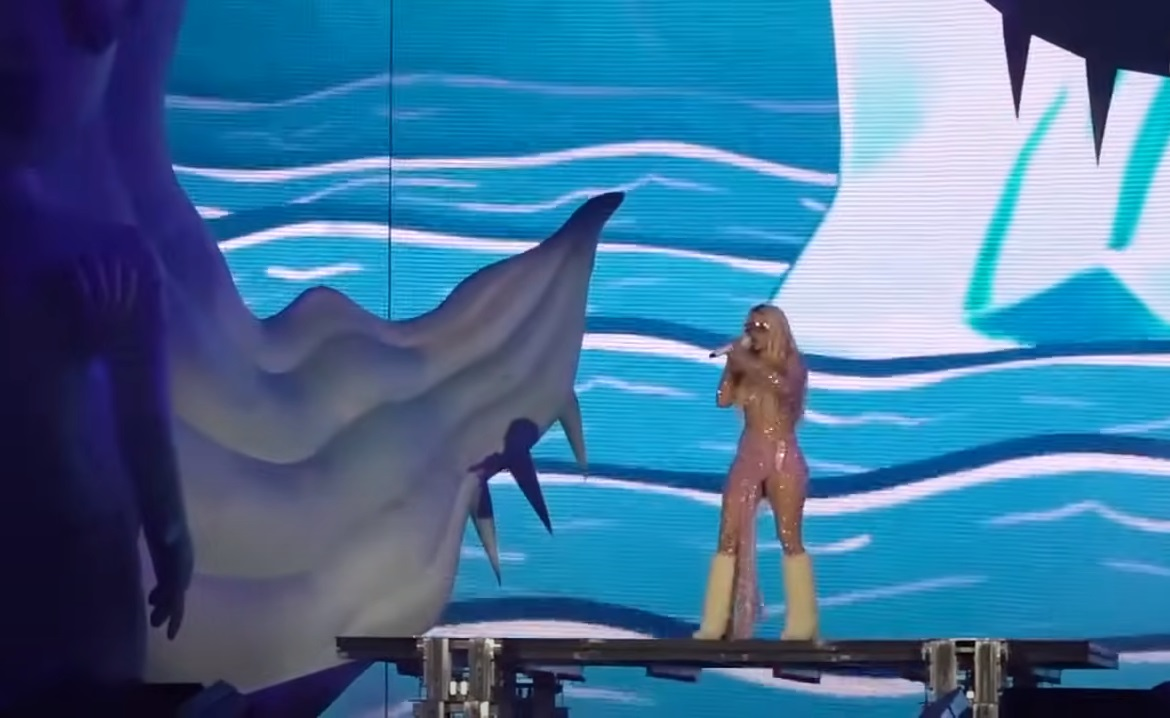
Karol G com a Mañana Será Bonito Tour.
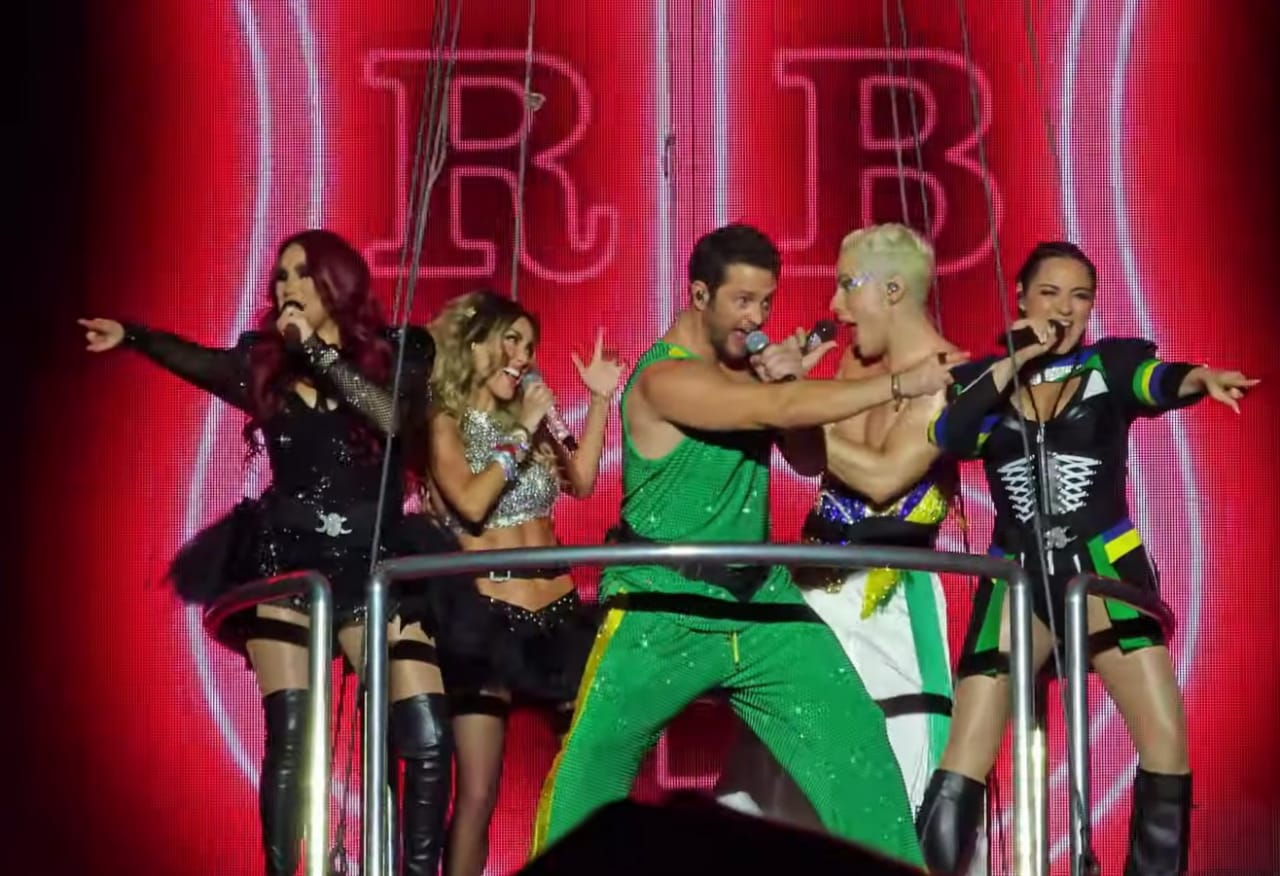
RBD com a Soy Rebelde Tour.

| Nº | Bilheteria (US$) | Artista        | Título da turnê               | Ano(s)    | Concertos | Ref.          |
| -- | ---------------- | -------------- | ----------------------------- | --------- | --------- | ------------- |
| 1  | 332 777 599      | Luis Miguel    | Luis Miguel Tour 2023–24      | 2023–2024 | 152       | [ 2 ]         |
| 2  | 314 445 480      | Bad Bunny      | World's Hottest Tour          | 2022      | 43        | [ 3 ]         |
| 3  | 313 320 445      | Karol G        | Mañana Será Bonito Tour       | 2023–2024 | 65        | [ 4 ]         |
| 4  | 231 733 992      | RBD            | Soy Rebelde Tour              | 2023      | 54        | [ 5 ]         |
| 5  | 211 351 833      | Bad Bunny      | Most Wanted Tour              | 2024      | 49        | [ 6 ]         |
| 6  | 198 094 115      | Daddy Yankee   | La Última Vuelta World Tour   | 2022      | 83        | [ 7 ]         |
| 7  | 132 600 000      | Aventura       | Cerrando Ciclos               | 2024      | 65        | [ 8 ]         |
| 8  | 117 000 000      | Bad Bunny      | El Último Tour del Mundo      | 2022      | 35        | [ 9 ]         |
| 9  | 115 150 000      | Luis Miguel    | México Por Siempre Tour       | 2018–2019 | 150       | [ 10 ]        |
| 10 | 106 200 000      | Romeo Santos   | Fórmula, Vol. 3: La Gira      | 2023      | 64        | [ 1 ]         |
| 11 | 100 000 000      | Shakira        | Oral Fixation Tour            | 2006–2007 | 119       | [ 11 ] [ 12 ] |
| 12 | 97 200 000       | Karol G        | Strip Love Tour               | 2022      | 33        | [ 13 ]        |
| 13 | 95 000 000       | Luis Miguel    | México En La Piel Tour        | 2005–2007 | 129       | [ 14 ]        |
| 14 | 80 100 000       | Grupo Firme    | Enfiestados y Amanecidos Tour | 2022      | 28        | [ 13 ]        |
| 15 | 76 800 000       | Violetta       | Violetta Live                 | 2015      | 50        | [ 15 ]        |
| 16 | 69 100 000       | Shakira        | The Sun Comes Out World Tour  | 2011      | 70        | [ 16 ] [ 17 ] |
| 17 | 58 000 000       | Juan Gabriel   | Bienvenidos al Noa Noa        | 2015      | 56        | [ 15 ]        |
| 18 | 52 600 000       | Jennifer Lopez | Dance Again World Tour        | 2012      | 50        | [ 18 ]        |
| 19 | 51 300 000       | Ricky Martin   | Livin' la Vida Loca Tour      | 1999–2000 | 60        | [ 19 ]        |
| 20 | 30 906 173       | RBD            | Tour Generación RBD           | 2005–2007 | 51        | [ 20 ]        |

## Maiores bilheterias por ano
A tabela a seguir apresenta a turnê de maior bilheteria de cada ano, de acordo com a Pollstar ou a Billboard (antes, Amusement Business). As duas publicações podem diferir em seus números anuais devido a um total diferente de datas reportadas.

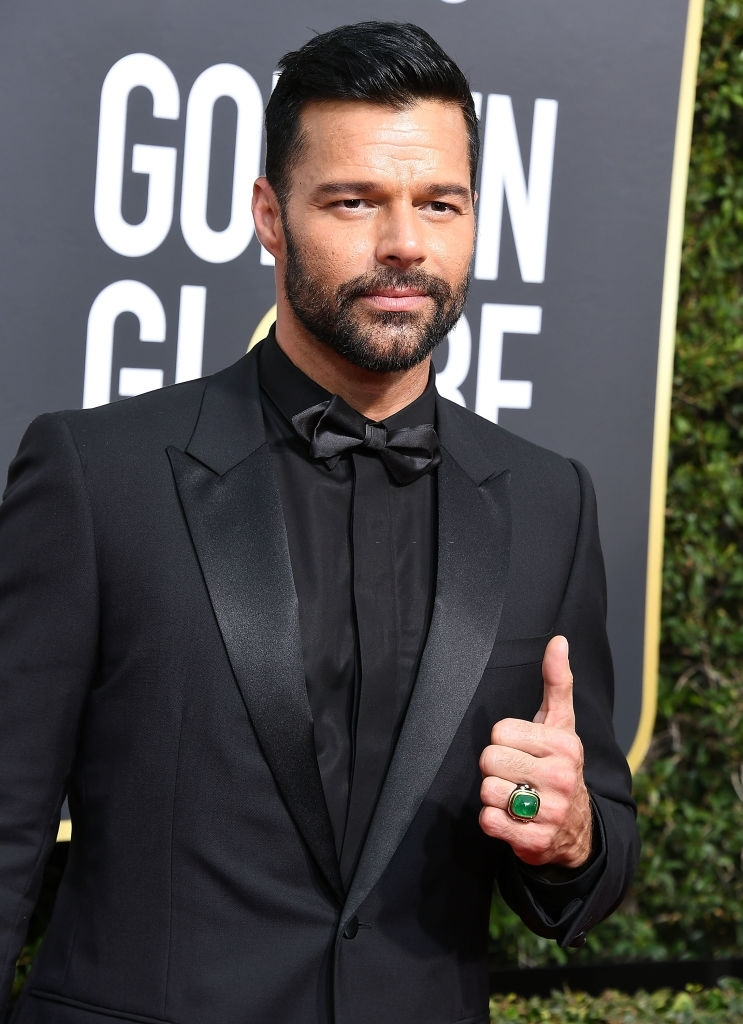
Livin' la Vida Loca Tour, de Ricky Martin, é mais lucrativa da década de 2000.
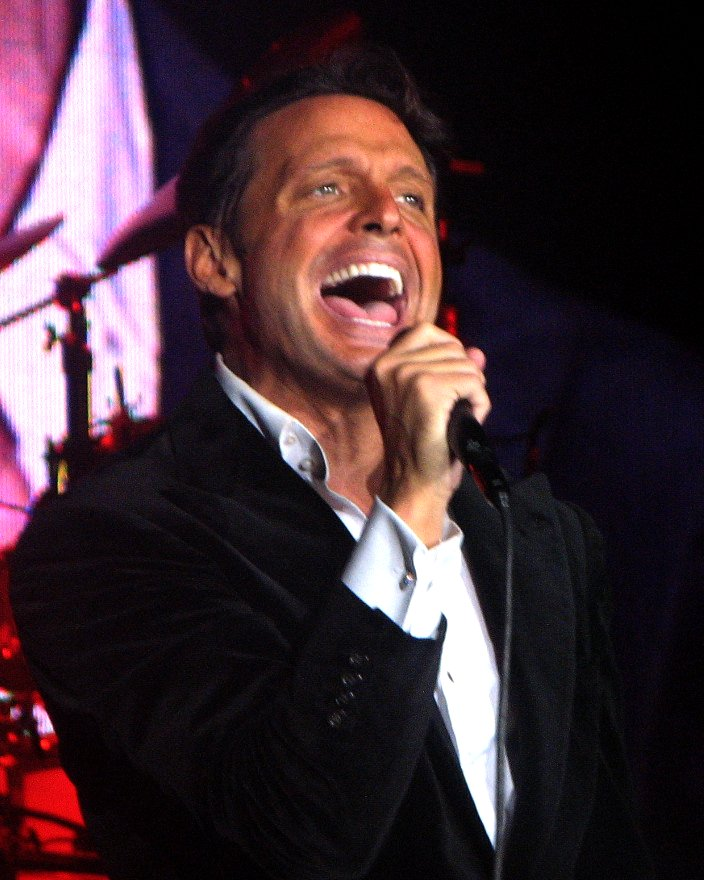
Luis Miguel aparece com seis turnês na lista.
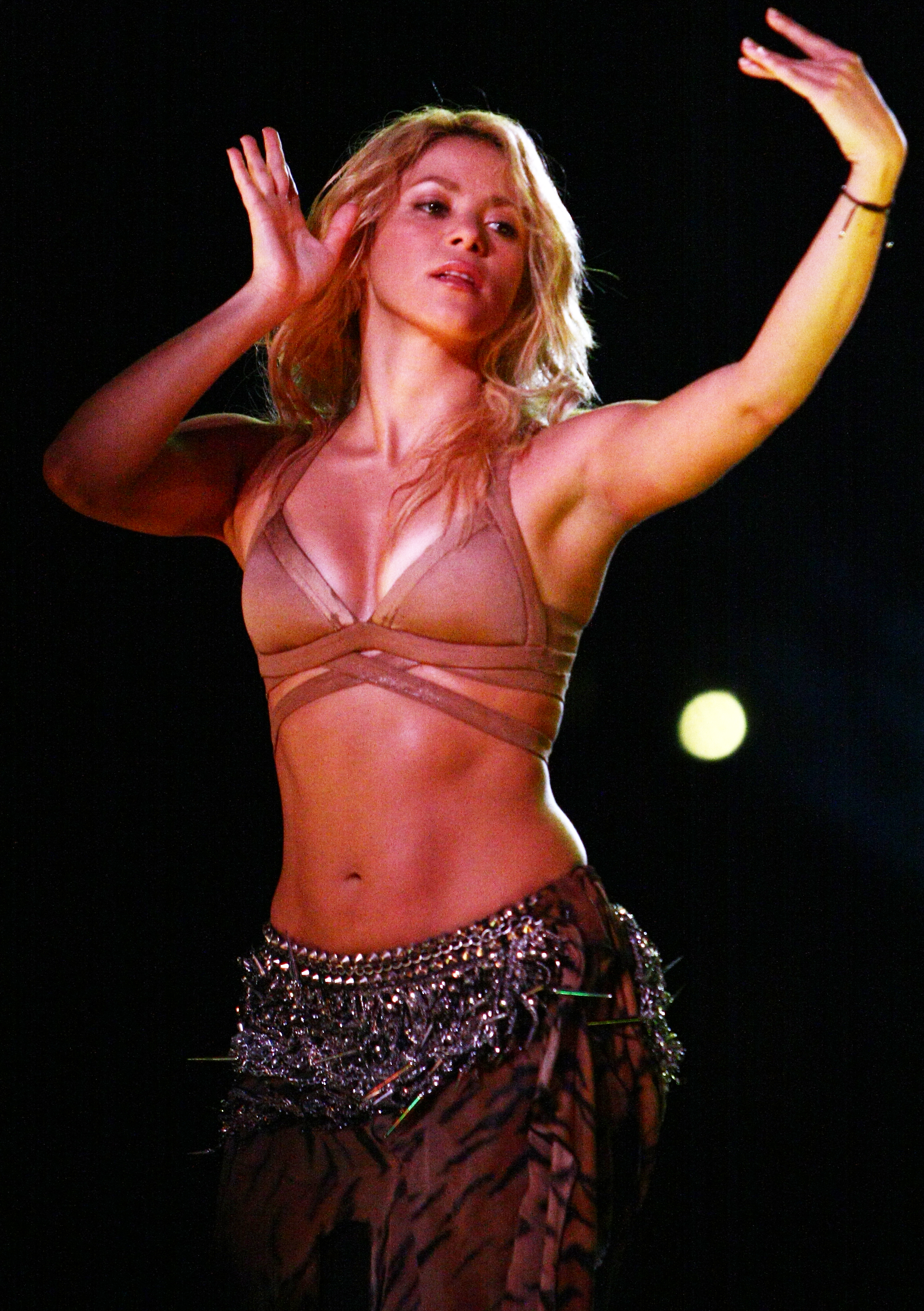
Shakira ficou no topo por dois anos consecutivos.
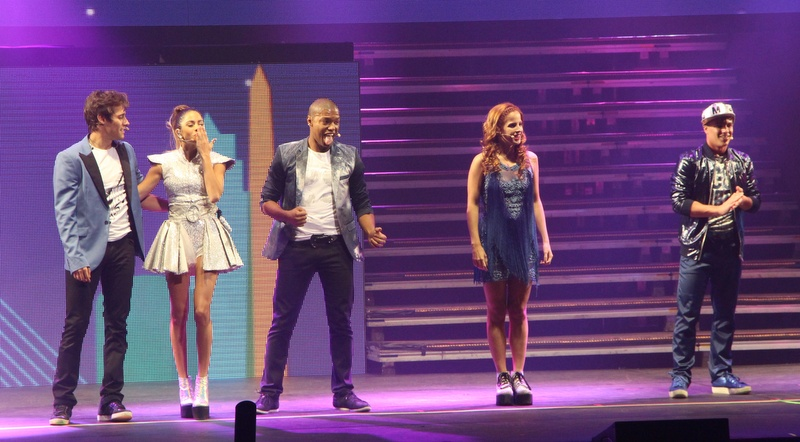
A turnê Violetta Live foi a mais lucrativa da década de 2010.

| Ano  | Turnê                             | Bilheteria (US$) | Artista(s)               | Fonte     | Ref.   |
| ---- | --------------------------------- | ---------------- | ------------------------ | --------- | ------ |
| 2000 | Livin' la Vida Loca Tour          | 36 300 000       | Ricky Martin             | Billboard | [ 21 ] |
| 2002 | Mis Romances Tour                 | 16 197 899       | Luis Miguel              | Billboard | [ 22 ] |
| 2004 | 33 Tour                           | 17 500 000       | Luis Miguel              | Pollstar  | [ 23 ] |
| 2005 | México En La Piel Tour            | 16 800 000       | Luis Miguel              | Pollstar  | [ 24 ] |
| 2006 | Tour Generación RBD               | 30 906 173       | RBD                      | Billboard | [ 25 ] |
| 2007 | Amar es Combatir Tour             | 33 900 000       | Maná                     | Pollstar  | [ 26 ] |
| 2009 | Cómplices Tour                    | 18 500 000       | Luis Miguel              | Pollstar  | [ 27 ] |
| 2010 | The Sun Comes Out World Tour      | 16 900 000       | Shakira                  | Pollstar  | [ 16 ] |
| 2011 | The Sun Comes Out World Tour      | 53 200 000       | Shakira                  | Pollstar  | [ 17 ] |
| 2012 | Dance Again World Tour            | 52 600 000       | Jennifer Lopez           | Pollstar  | [ 18 ] |
| 2013 | Vivir Mi Vida World Tour          | 31 300 000       | Marc Anthony             | Pollstar  | [ 28 ] |
| 2014 | Cambio De Piel Tour               | 37 100 000       | Marc Anthony             | Pollstar  | [ 29 ] |
| 2015 | Violetta Live                     | 76 800 000       | Violetta                 | Pollstar  | [ 15 ] |
| 2016 | Marc Anthony Live                 | 41 100 000       | Marc Anthony             | Pollstar  | [ 30 ] |
| 2017 | Enrique Iglesias and Pitbull Live | 42 800 000       | Enrique Iglesias Pitbull | Pollstar  | [ 31 ] |
| 2018 | México Por Siempre Tour           | 61 500 000       | Luis Miguel              | Pollstar  | [ 32 ] |
| 2019 | It's My Party                     | 54 700 000       | Jennifer Lopez           | Pollstar  | [ 33 ] |
| 2020 | Inmortal Tour                     | 24 100 000       | Aventura                 | Pollstar  | [ 34 ] |
| 2021 | Una Historia Cantada              | 49 700 000       | Los Bukis                | Pollstar  | [ 35 ] |
| 2022 | World's Hottest Tour              | 314 000 000      | Bad Bunny                | Billboard | [ 3 ]  |
| 2023 | Soy Rebelde Tour                  | 231 733 992      | RBD                      | Billboard | [ 1 ]  |
| 2024 | Luis Miguel Tour 2023–24          | 290 400 000      | Luis Miguel              | Billboard | [ 36 ] |

## Maior bilheteria de todos os tempos
| Rank | Artista             | Nacionalidade  | Bilheteria (US$) | Público      | Até  |
| ---- | ------------------- | -------------- | ---------------- | ------------ | ---- |
| 1    | Luis Miguel         | México         | $633.1 milhões   | 6.3 milhões  | 2024 |
| 2    | Bad Bunny           | Porto Rico     | $508.7 milhões   | 3.3 milhões  | 2023 |
| 3    | Karol G             | Colômbia       | $400.9 milhões   | 2.96 milhões | 2024 |
| 4    | RBD                 | México         | $350.9 milhões   | 3.7 milhões  | 2024 |
| 5    | Marc Anthony        | Estados Unidos | $315 milhões     | 3.8 milhões  | 2023 |
| 6    | Daddy Yankee        | Porto Rico     | $224.7 milhões   | 2.4 milhões  | 2023 |
| 7    | Jennifer Lopez      | Estados Unidos | 191.6 milhões    | 1.4 milhões  | 2023 |
| 8    | Enrique Iglesias    | Espanha        | 176.1 milhões    | 3.2 milhões  | 2023 |
| 9    | Alejandro Fernández | México         | 161.7 milhões    | 2.6 milhões  | 2023 |
| 10   | Juan Gabriel        | México         | 157.2 milhões    | 2.5 milhões  | 2023 |
| 11   | Ricky Martin        | Porto Rico     | 157.1 milhões    | 2.5 milhões  | 2023 |
| 12   | Ricardo Arjona      | Guatemala      | 154.6 milhões    | 2 milhões    | 2023 |
| 13   | Pitbull             | Estados Unidos | 151.4 milhões    | 2.8 milhões  | 2023 |
| 14   | Grupo Firme         | México         | 149 milhões      | 1.4 milhões  | 2023 |
| 15   | Vicente Fernández   | México         | 138 milhões      | 1.8 milhões  | 2023 |
| 16   | Romeo Santos        | Estados Unidos | 133.4 milhões    | 1.4 milhões  | 2023 |
| 17   | Chayanne            | Porto Rico     | 118 milhões      | 1.8 milhões  | 2023 |
| 18   | Shakira             | Colômbia       | 108.1 milhões    | 1.6 milhões  | 2023 |
| 19   | Marco Antonio Solís | México         | 106.6 milhões    | 1.5 milhões  | 2023 |
| 20   | Maluma              | Colômbia       | 95.9 milhões     | 1.1 milhões  | 2023 |
| 21   | Pepe Aguilar        | México         | 82.9 milhões     | 1.1 milhões  | 2023 |

### Outros artistas (porPollstar)
| Artista      | Nacionalidade | Bilheteria (US$) | Público     | Até  |
| ------------ | ------------- | ---------------- | ----------- | ---- |
| Gloria Trevi | México        | $96.18 milhões   | 1.7 milhões | 2024 |

## Turnês de maior bilheteria por um artista brasileiro
| † | Indica turnê em andamento |

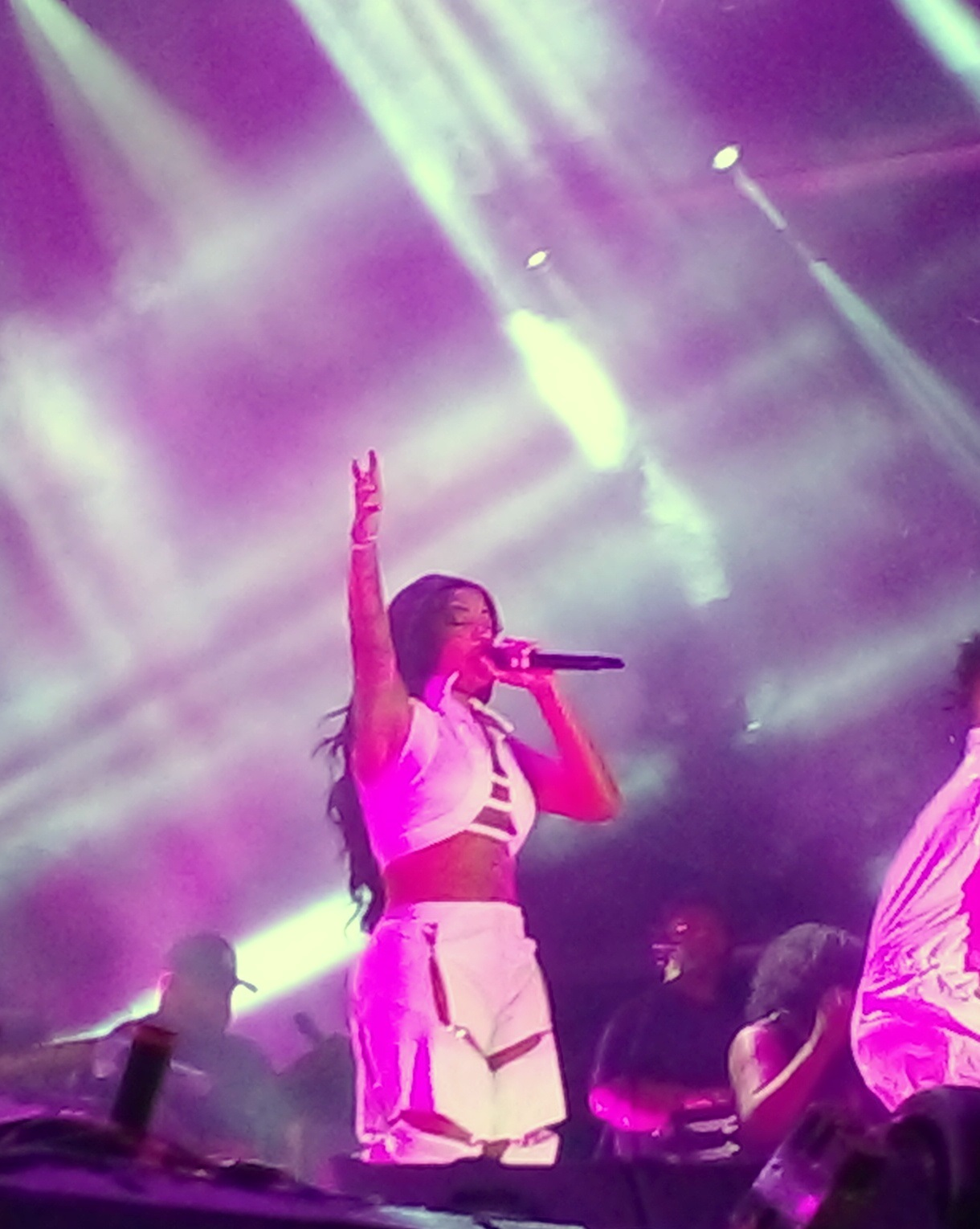
Ludmilla com a Numanice.
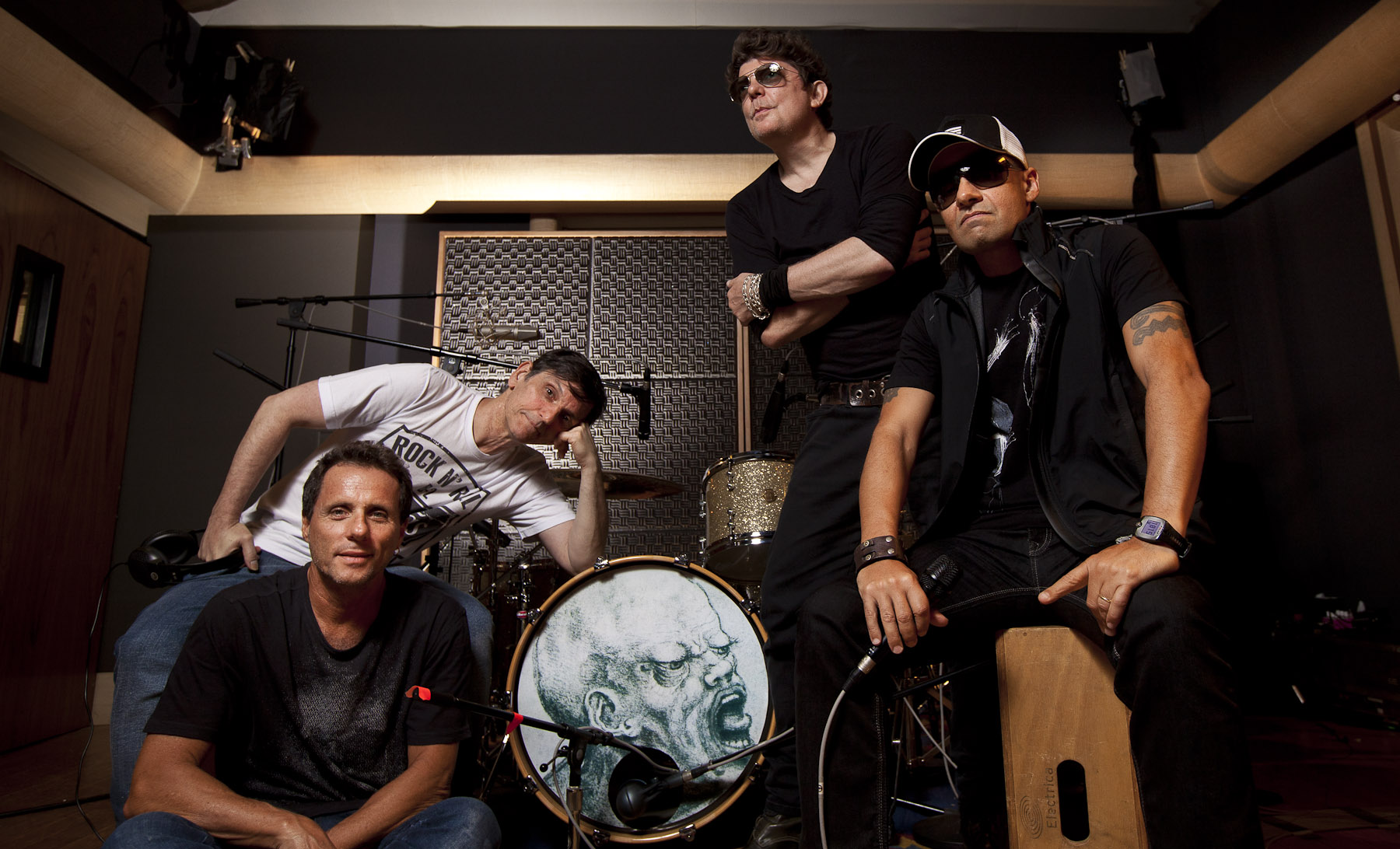
Titãs com a Turnê Encontro.
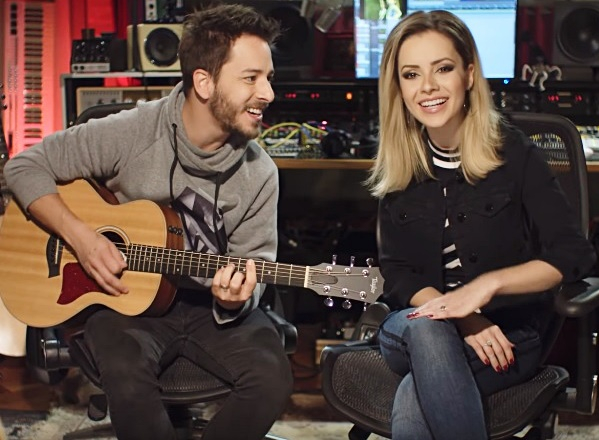
Sandy & Junior com a Nossa História.
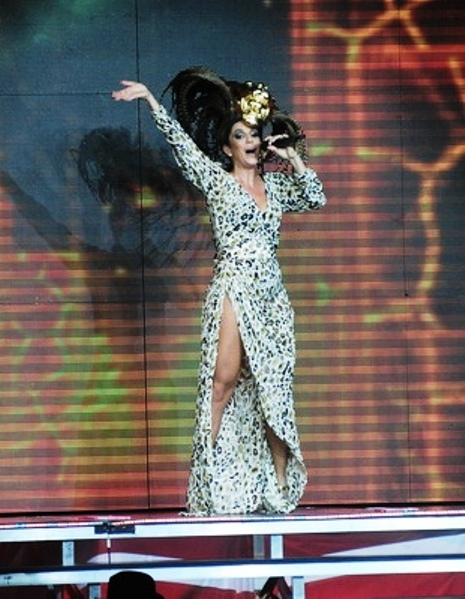
Ivete Sangalo com a Tour Madison.
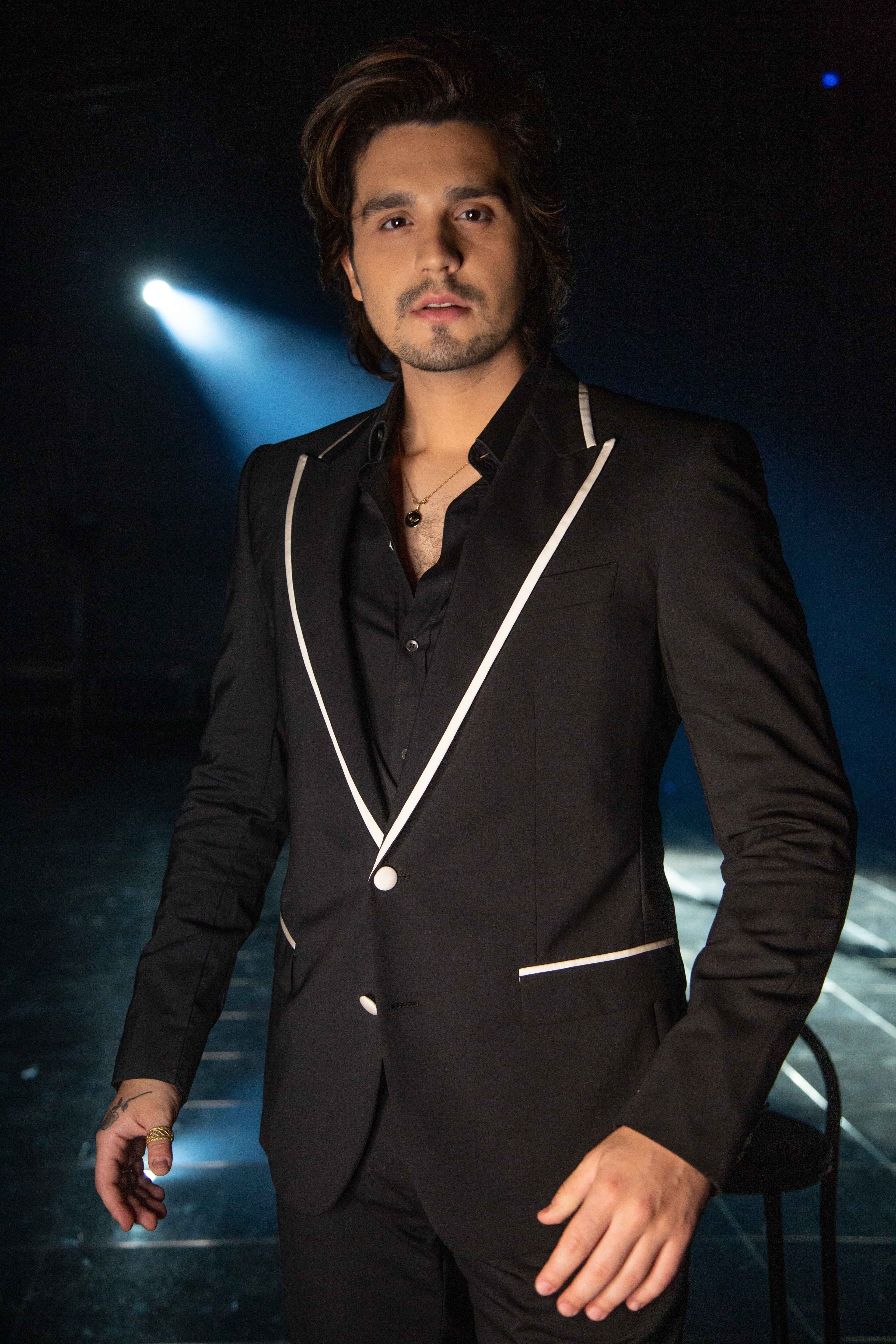
Luan Santana com Luan City

| Nº | Bilheteria (R$) | Artista        | Turnê          | Ano(s)      | Concertos | Ref.   |
| -- | --------------- | -------------- | -------------- | ----------- | --------- | ------ |
| 1  | 185 000 000     | Ludmilla       | Numanice †     | 2021–2025   | 46        | [ 41 ] |
| 2  | 156 560 000     | Titãs          | Turnê Encontro | 2023–2024   | 46        |        |
| 3  | 120 041 018     | Sandy & Junior | Nossa História | 2019        | 18        | [ 42 ] |
| 4  | 70 000 000      | Ivete Sangalo  | Tour Madison   | 2011–2012   | 100       | [ 43 ] |
| 5  | 60 059 814      | Luan Santana   | Luan City      | 2022 - 2023 | 38        |        |